# Bob Crompton
Bob Crompton (26. september 1879 – 15. marts 1941) var en engelsk fodboldspiller og manager i slutningen af 1800-tallet og starten af 1900-tallet. 
Bob Crompton spillede hele sin karriere i Blackburn Rovers, hvor han begyndte at spille i 1896 i fodboldens tidlige år. Han opnåede 530 klubkampe og var anfører i størstedelen af kampene. I 1902 debuterede han på Englands fodboldlandshold, og det følgende år blev han også her anfører, hvilket han var frem til sit landsholdsstop i 1914 efter 41 kampe. Han stoppede definitivt med fodbold på klubholdet i 1920. Bob Crompton har rekorden som den ældste spiller nogensinde for Blackburn Rovers, idet han fyldte 46 dette år.
Efter karrierestoppet beklædte Crompton en række poster i Blackburn Rovers, herunder direktør samt i perioden 1926-31 træner. Som træner vandt han FA Cuppen i 1928. Da Rovers rykkede ned, overtog Crompton endnu engang trænerposten, som han sad på indtil sin død efter en kamp i 1941.